# Иван Попов (певец)
Вижте пояснителната страница за други личности с името Иван Попов.
Иван Хр. Попов е български оперен певец, баритон.

## Биография
Иван Христов Попов е роден на 10 май 1902 г. в Пловдив, Княжество България. Завършва специалност „Право“ в Юридическия факултет на Софийски университет „Св. Климент Охридски“, а по-късно и Българска държавна консерватория в класа на Мара Цибулка.
Дебютира на 25 декември 1935 г. в операта „Савската царица“ в ролята на Ибн Хакия. Играл е ролята на Пизаро в операта „Фиделио“; Риголето и Евгений Онегин в едноименните опери. Вокален педагог на сопраното Лиляна Василева и баритона Кирил Кръстев.
През сезон 1955/1956 Иван Христов Попов е директор на Народната опера във Варна.